# Agrostis sumulans
Agrostis sumulans é uma espécie de gramínea do gênero Agrostis, pertencente à família Poaceae.